# Soccia
Soccia (kors. A Soccia) – miejscowość i gmina we Francji, w regionie Korsyka, w departamencie Korsyka Południowa.
Według danych na rok 2020 gminę zamieszkiwały 152 osoby, a gęstość zaludnienia wynosiła 5,3 osób/km².